# 贝格 (特罗姆斯郡)
貝格（挪威語：Berg）是挪威特羅姆斯郡的旧市镇，存在於1838年至2020年間。2020年1月1日与其他三个市镇合并为新成立的塞尼亚市镇，并隶属于新成立的特罗姆斯-芬马克郡。